# Nacho Méndez (futbolista)
Ignacio Méndez-Navia Fernández (Luanco, Asturias, 30 de marzo de 1998), conocido como Nacho Méndez, es un futbolista español que juega de centrocampista en el Johor Darul Takzim F. C. de la Superliga de Malasia.

## Trayectoria
Comenzó a jugar al fútbol en el Club Marino de Luanco y pasó por el C. D. Roces antes de ingresar en el fútbol base del Real Sporting de Gijón en categoría infantil. Debutó con el Real Sporting de Gijón "B" en Tercera División en la temporada 2016-17, en la que también consiguió un ascenso a Segunda División B. El 27 de agosto de 2017 jugó su primer partido con el Sporting en Segunda División frente al C. D. Lugo. Marcó su primer gol con el equipo en la segunda ronda de la Copa del Rey 2017-18 ante el C. F. Reus Deportiu. De cara la campaña 2018-19 pasó a formar parte definitivamente de la primera plantilla del Sporting. En ella estuvo hasta el 30 de junio de 2025 y se marchó habiendo jugado 218 partidos y marcado 17 goles, siendo en ese momento el cuadragésimo jugador con más encuentros disputados en la historia del club.
Unos días después de dejar el conjunto asturiano, se anunció su fichaje por el Johor Darul Takzim F. C. de Malasia.

## Selección nacional
A mediados de 2025, coincidiendo con su fichaje por el Johor Darul Takzim F. C., la FAM quería nacionalizarlo para que pudiera jugar con la selección de Malasia.

## Clubes
| Club                       | País    | Año       |
| -------------------------- | ------- | --------- |
| Real Sporting de Gijón "B" | España  | 2016-2018 |
| Real Sporting de Gijón     | España  | 2018-2025 |
| Johor Darul Takzim F. C.   | Malasia | 2025-     |

## Palmarés

### Campeonatos nacionales
| Título           | Club                       | País   | Año  |
| ---------------- | -------------------------- | ------ | ---- |
| Tercera División | Real Sporting de Gijón "B" | España | 2017 |

### Distinciones individuales
| Distinción                    | Año  |
| ----------------------------- | ---- |
| Once de plata de Fútbol Draft | 2019 |

## Lesiones y bajas por enfermedad
El 18 de noviembre de 2020 sufrió una rotura muscular en el bíceps femoral izquierdo que lo mantuvo fuera de los terrenos de juego cinco semanas.
A principios del año 2021 se confirmó que el jugador había contraído el COVID-19 tras participar en una fiesta posiblemente ilegal. Se reintegró a los entrenamientos a mediados de enero, tras recuperarse totalmente de la enfermedad.